# Anacroneuria azul
Anacroneuria azul är en bäcksländeart som beskrevs av Rojas och Martha Lucia Baena 1999. Anacroneuria azul ingår i släktet Anacroneuria och familjen jättebäcksländor. Inga underarter finns listade i Catalogue of Life.